# The Power of Sympathy
The Power of Sympathy – powieść autorstwa Williama Hilla Browna wydana w 1789. Uważana jest za pierwszą amerykańską powieść.
Ta epistolarna powieść, utrzymana w duchu sentymentalizmu, została anonimowo wydana przez Isaiaha Thomasa w Bostonie. Na jednym z egzemplarzy książki dopisano ołówkiem nazwisko (rzekomej) autorki: Sarah Wentworth.